# I Like to Move It
Az I Like To Move It című dal a Reel 2 Real csapat kislemeze, a Move it albumról, melynek rapbetétjét Mark Quashie a.k.a. The Mad Stuntman énekelte. A dalt 1994. március 26-án jelentették meg, és a Billboard Hot 100 listán a 89. helyezett volt, a Hot Dance Club játszási listán pedig az 1. helyet érte el. Az angol kislemezlistán az 5. helyig jutott. A dalból az 1990-es években több feldolgozás is született, többek között DJ Aligator előadásában. A dal 2004-ben a World of Warcraft Juniorx által kreált béta videojának dala volt.
A dalt 2005-ben felhasználták a Madagaszkár című film betétdalaként („Riszálom úgyis, úgyis címmel). A dal megjelent a Crazy Frog Crazy Presents című albumán is.

## Számlista
- I Like To Move It (Erick „More” Club Mix) (5:51)
- I Like To Move It (Uk Vocal Dattman Remix) (6:37)
- I Like To Move It (Uk Vocal House Remix) (5:47)
- I Like To Move It (Uk Moody House Remix) (6:19)
- I Like To Move It (Stuntapella) (3:14)